# Abuelos (película)
Abuelos es una comedia dramática de 2019 dirigida por Santiago Requejo.  Es la historia de tres hombres en edad cercana a la jubilación que deciden emprender un negocio… montar una guardería. Abuelos es una producción de 02:59 Films y Abuelos la Película A.I.E. La película se estrenó el 11 de octubre de 2019 en España, a través de la distribuidora Entertainment One, y está disponible en España en Amazon Prime Video. A partir de Mayo 2021, se estrenó en TV en abierto en diversas televisiones autonómicas asociadas a la FORTA. Asimismo, tiene programado su estreno en salas cinematográficas de México y Uruguay, así como en la plataforma HBO en diversos países del continente americano. 

## Argumento
Isidro Hernández (Carlos Iglesias) es un parado de 59 años al que la crisis expulsó del mercado laboral. Tras dos años sin recibir ofertas de trabajo llega a la conclusión que la única forma de volver a trabajar y sentirse útil es montando su propio negocio. Pero ¿qué puede emprender alguien de su edad a quien la sociedad relega simplemente al cuidado de sus nietos? La respuesta es clara: con la ayuda de Arturo (Roberto Álvarez), un exitoso escritor de novelas románticas, y de Desiderio (Ramón Barea), un jubilado con ganas de ser abuelo, se embarcarán en el ambicioso proyecto de intentar montar una guardería. Para desarrollarlo, los tres amigos se adentrarán en un ‘coworking’ repleto de jóvenes, donde tendrán que sacar al emprendedor que llevan dentro.

## Reparto
·      Carlos Iglesias como Isidro Hernández
·      Roberto Álvarez como Arturo Fernández
·      Ramón Barea como Desiderio
·      Mercedes Sampietro como Teresa
·      Ana Fernández como Amalia
·      Eva Santolaria como Lola
·      Raúl Fernández de Pablo como Bruno
·      María Clara Alonso como Violeta
·      Javier Lorenzo como Carlos
·      Javier Server como Tomás
·      Alexandra Palomo como Agente Inmobiliario
·      Lara Corrochano como Admiradora
·      Francesc Galcerán como Director Empresa
·      Alfons Nieto como Joven Banco
·      Claudia Molina como Entrevistadora
·      Adrián Salcedo como Joven 1 Dinámica
·      Irene Ferrandiz como Secretaria
·      Paula Iglesias como Joven 2 Dinámica
·      Miguel Rascón como Joven 3 Dinámica
·      Josema Pichardo como Joven 4 Dinámica
·      Noemi Hopper como Joven 5 Dinámica
·      Nuria Lopez como Joven 6 Dinámica
·      Jordi Cadellans como Representante
·      Carlos lorenzo como Notario
·      Agnes Llobet como Profesora
·      Eloísa Vargas como Frutera
·      Flora López como Señora Firma
·      Oscar Lara como Emprendedor 1

## Rodaje
La película se rodó durante seis semanas en Madrid, Alcobendas y Leganés

## Taquilla
Abuelos fue estrenada en salas cinematográficas en España el 11 de octubre de 2019. La película ha sido vista hasta la fecha por 101.024 espectadores, obteniendo una recaudación de 542.099€.

## Premios +50 Emprende
En paralelo al estreno en España, la productora 02:59 Films promovió la I Edición de los Premios +50 Emprende, un concurso de emprendimiento dirigido a personas mayores de 50 años, inspirado en el argumento de la película. Los más de 300 candidatos presentaron su proyecto en cámara, a lo largo de una gira en la que el equipo de la película recorrió 14 ciudades de toda España en un mes, para captar el talento senior y darles una oportunidad de desarrollar su proyecto de emprendimiento. Los diez proyectos finalistas tuvieron la oportunidad de realizar una presentación de su proyecto ante un jurado de prestigiosos profesionales del ámbito de la empresa, presidido por D. Leopoldo Abadía. Los tres ganadores recibieron sus premios en metálico (15.000€, 10.000€ y 5.000€) el día de la premiere de la película en el Cine Capitol de la Gran Vía de Madrid.
Ya está en marcha la II Edición del Premio +50 Emprende, que premiará el talento senior. Las inscripciones están abiertas hasta el mes de octubre de 2020.

## Premios y nominaciones

##### Premios Cygnus
| Año  | Categoría      | Receptor         | Resultado |
| 2020 | Mejor Película | Santiago Requejo | Ganador   |

Medallas del Círculo de Escritores Cinematográficos
| Año  | Categoría                 | Receptor         | Resultado |
| 2019 | Mejor Director Novel      | Santiago Requejo | Nominado  |
| 2019 | Medalla de la Solidaridad | Santiago Requejo | Ganador   |

Premios Forqué
| Año  | Categoría                   | Receptor         | Resultado |
| 2020 | Cine y Educación en Valores | Santiago Requejo | Nominado. |

## Festivales
Festivales fuera de España
| Año  | Festival                                                  | Categoría y resultado |
| 2020 | Miami International Film Festival (EE. UU.)               | Sección Oficial.      |
| 2020 | Chicago Latino Film Festival (EE. UU.)                    | Sección Oficial       |
| 2019 | London Spanish Film Festival (Reino Unido)                | No Competitivo        |
| 2020 | SANFIC – Santiago de Chile Festival Internacional de Cine | Sección Oficial       |
| 2020 | Tiburón International Film Festival (EE. UU.)             | No Competitivo        |

#### Festivales celebrados en España
| Año  | Festival                                                           | Categoría / Resultado                 |
| 2019 | Festival de Málaga (Málaga Premiere)                               | Sección Oficial – Fuera de concurso.  |
| 2019 | Opera Prima Ciudad de Tudela.                                      | Premio Mejor Película y Premio Joven. |
| 2019 | Festival de Cine de Comedia de Tarazona y el Moncayo               | Premio del Público.                   |
| 2019 | Ourense International Film Festival                                | Película de Apertura.                 |
| 2019 | Festival Internacional de Almería (FICAL)                          | Sección Oficial                       |
| 2020 | Festival Internacional de Cine bajo la Luna – Islantilla CIneforum | Sección Oficial                       |